# ロコモティブ症候群
ロコモティブ症候群（ロコモティブしょうこうぐん、locomotive syndrome）とは、運動器の障害や、衰え（関節可動域の制限やサルコペニア等の筋力低下など加齢や生活習慣が原因といわれる）によって、歩行困難など要介護になるリスクが高まる状態のこと。一言で言えば、運動器機能不全のことである。日本整形外科学会が2007年（平成19年）に提唱した呼称（和製英語とされる）で、予防啓発を行っている。本の執筆者、健康関連雑誌の編集方針、医療関係者などの判断によってロコモ、ロコモティブシンドローム、ロコモーティブシンドローム、ロコモーティブ症候群、運動器症候群などと書かれたり呼ばれたりしている。

## 主な原因
- 変形性関節症
  - 変形性股関節症
  - 変形性膝関節症
- 骨粗鬆症に伴う猫背（円背・亀背）
- 易骨折性
- 変形性脊椎症
- 脊柱管狭窄症
- 関節リウマチ[3]
- 長期臥床後の運動器廃用
- 高頻度転倒者

## 若年者のロコモティブ症候群
埼玉県医師会（文部科学省からの委託）による検診調査では、幼稚園児から中学生にも、すでに運動器にロコモティブ症候群の兆候が見られる例があったという。この少年少女のロコモティブ症候群の原因の傾向について、「運動量・運動経験が少ない子」もしくは「運動量は多いが、単一運動・1種目しか運動していない子」の2つに分けられ、さらに食事による栄養摂取面を要因とする指摘がある（2016年（平成28年）。
近年、子どもたちの間でも、バランス能力や柔軟性が低下した「子どもロコモ」が増加傾向にあるという。原因として「姿勢の悪さ」があげられている。スマートフォンやゲーム機の使用が姿勢を悪くする一つの原因だと言われている。

## 治療
その症候群に対する治癒として、さまざまな運動や体操が提唱されている。
- ダイナミック・フラミンゴ運動[8]よりも椅子立ち上がり運動の方が転倒予防に優れているという報告がある[9]。